# Liste der Biografien/Bh
Liste der Biografien |
Portal Biografien |
Personensuche
# |
A |
B |
C |
D |
E |
F |
G |
H |
I |
J |
K |
L |
M |
N |
O |
P |
Q |
R |
S |
T |
U |
V |
W |
X |
Y |
Z |
?
 
Ba |
Be |
Bd |
Bg |
Bh |
Bi |
Bj |
Bl |
Bm |
Bn |
Bo |
Br |
Bs |
Bu |
Bw |
By |
Bz
Die Liste der Biografien führt alle Personen auf, die in der deutschsprachigen Wikipedia einen Artikel haben. Dieses ist eine Teilliste mit 157 Einträgen von Personen, deren Namen mit den Buchstaben „Bh“ beginnt.

## Bh

### Bha
- Bhabha, Homi Jehangir (1909–1966), indischer Physiker
- Bhabha, Homi K. (* 1949), indischer postkolonialer TheoretikerHomi K. Bhabha (* 1949)

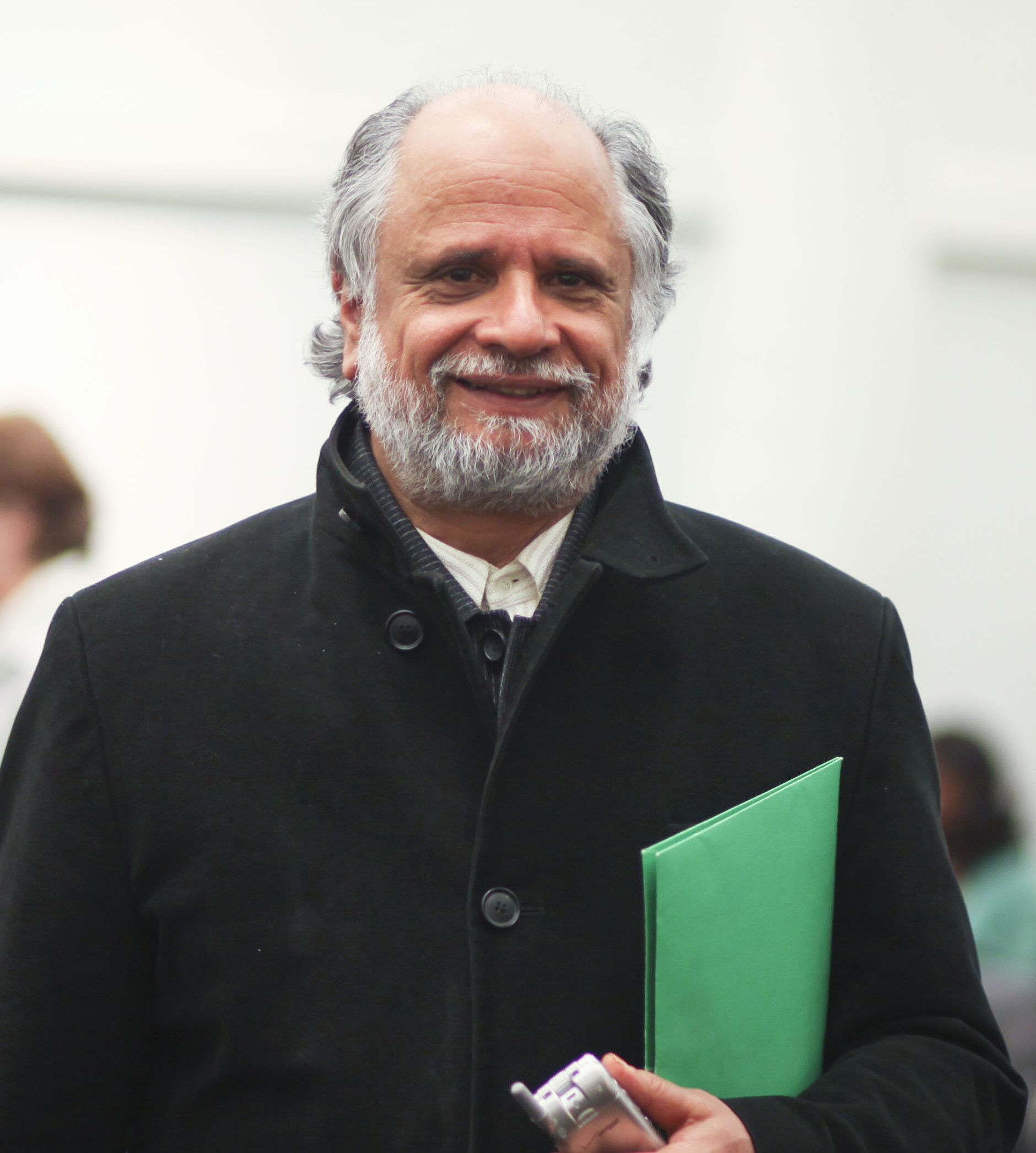
Homi K. Bhabha (* 1949)

- Bhabha, Huma (* 1962), pakistanisch-amerikanische Bildhauerin, Zeichnerin und Fotografin
- Bhabha, Satya (* 1983), US-amerikanischer Schauspieler
- Bhaccha, Jivaka Kumar, indischer Arzt, Begründer der traditionellen Thai-Massage
- Bhad Bhabie (* 2003), US-amerikanische Internetpersönlichkeit und Rapperin
- Bhaduri, Amit (* 1940), indischer Wirtschaftswissenschaftler und Hochschullehrer
- Bhaduri, Madhu (* 1945), indische Autorin, Dokumentarfilmerin und Diplomatin
- Bhagabhadra, indischer Herrscher der Shunga-Dynastie
- Bhagat, Bali Ram (1922–2011), indischer Politiker
- Bhagat, Chetan (* 1974), indischer Schriftsteller
- Bhagat, Pramod (* 1988), indischer Badmintonspieler
- Bhagavatar, Chembai Vaidyanatha (1896–1974), indischer Sänger der karnatischen Musik
- Bhagwan, Rajesh Anand, mauritischer Politiker
- Bhagwati, Annette (* 1968), deutsche Ethnologin, Kunsthistorikerin und Museumsdirektorin
- Bhagwati, Jagdish (* 1934), indischer Ökonom
- Bhagwati, Sandeep (* 1963), deutscher Komponist, Künstler, Kurator und Autor
- Bhairabi, Roy (* 1995), indische Dreispringerin
- Bhajan, Yogi (1929–2004), pakistanischer Kundalini-Yoga-Lehrer
- Bhakdi, Sucharit (* 1946), thailändisch-deutscher Facharzt für Mikrobiologie und InfektionsepidemiologieSucharit Bhakdi (* 1946)

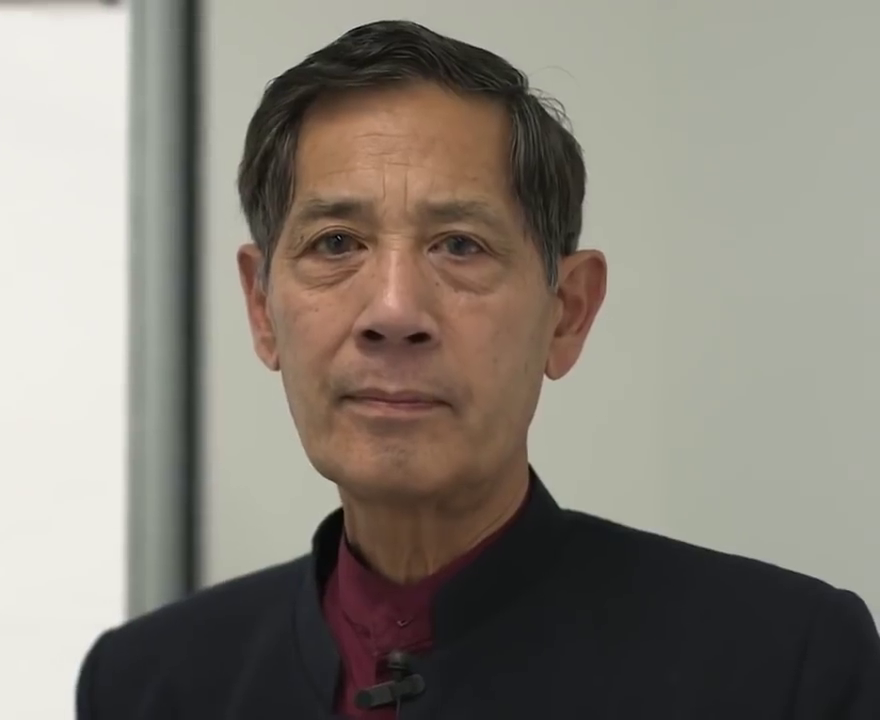
Sucharit Bhakdi (* 1946)

- Bhaker, Manu (* 2002), indische Sportschützin
- Bhalerao, Govind Dajiba (1897–1948), indischer Parasitologe
- Bhalerao, Thomas (1933–2015), indischer Geistlicher und römisch-katholischer Bischof von Nashik
- Bhalla, Hardev (* 1936), indischer Diplomat
- Bham, Min Bahadur (* 1984), Filmemacher, Regisseur und Produzent aus Nepal
- Bhambra, Gurminder K (* 1974), britische Soziologin
- Bhambri, Yuki (* 1992), indischer Tennisspieler
- Bhamidipati, Sai Praneeth (* 1992), indischer Badmintonspieler
- Bhamidipaty, Shrivalli (* 2001), indische Tennisspielerin
- Bhamjee, Ismail (1944–2021), botswanischer Fußball- und Sportfunktionär und FIFA-Schiedsrichter
- Bhamjee, Moosajee (* 1947), irischer Politiker
- Bhandal, Perry (* 1968), britischer Filmregisseur, Drehbuchautor und Filmproduzent
- Bhandari, Bidhya Devi (* 1961), nepalesische Politikerin und Staatspräsidentin
- Bhandari, Dalveer (* 1947), indischer Jurist
- Bhandari, Madan Kumar (1952–1993), nepalesischer Politiker (Kommunistische Partei Nepals – Vereinigte Marxisten-Leninisten)
- Bhandari, Nar Bahadur (1940–2017), indischer Politiker
- Bhanot, Neerja (1962–1986), indische Flugbegleiterin
- Bhansali, Sanjay Leela (* 1965), indischer Regisseur
- Bhanuband Yugala (1910–1995), thailändischer Regisseur, Filmproduzent, Drehbuchautor, Komponist und Schriftsteller
- Bhanubhakta (1814–1868), nepalesischer Dichter und Übersetzer
- Bharadwaj, Krishna (1935–1992), indische Ökonomin
- Bharadwaj, Natasha (* 1997), indische Schauspielerin
- Bharanikulangara, Kuriakose (* 1959), indischer Geistlicher, Erzbischof ad personam von Faridabad
- Bharara, Preet (* 1968), indisch-amerikanischer Jurist und StaatsanwaltPreet Bharara (* 1968)

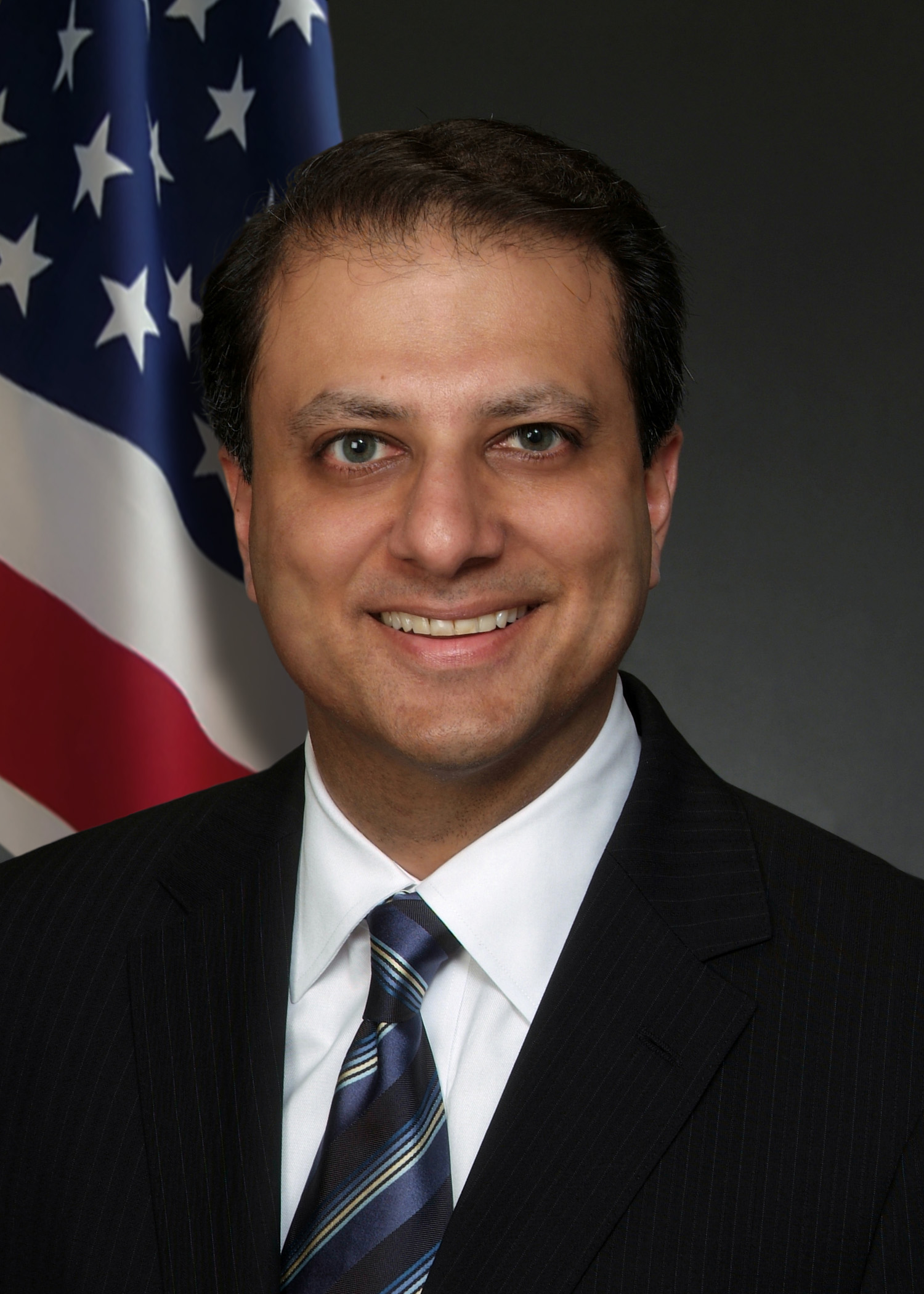
Preet Bharara (* 1968)

- Bharati, Dharamvir (1926–1997), indischer Schriftsteller
- Bharati, Veda (1933–2015), indischer Yogatrainer
- Bhardwaj, Gayatri (* 1995), indische Schauspielerin
- Bhargav, Girdhari Lal (1936–2009), indischer Politiker, Abgeordneter der Lok Sabha
- Bhargava, Manjul (* 1974), kanadischer Mathematiker
- Bharmal († 1574), Raja von Amber
- Bharti, Divya (1974–1993), indische Schauspielerin
- Bharti, Manoj Kumar (* 1963), indischer Diplomat
- Bharti, Uma (* 1959), indische Politikerin
- Bhartrihari, nordindischer Lyriker und Hofdichter
- Bhasera, Michael Dixon (* 1949), simbabwischer Geistlicher, emeritierter römisch-katholischer Bischof von Masvingo
- Bhasin, Kamla (1946–2021), indische feministische Entwicklungsaktivistin, Dichterin, Autorin und Sozialwissenschaftlerin
- Bhaskar, Roy (1944–2014), britischer Philosoph
- Bhaskara I., indischer Mathematiker
- Bhaskara II. (1114–1185), indischer Mathematiker
- Bhaskaran, P. (1924–2007), indischer Lyriker, Filmregisseur und Schauspieler
- Bhasthi, Deepa (* 1983), indische Schriftstellerin, Übersetzerin und Journalistin
- Bhat, Arvind (* 1979), indischer Badmintonspieler
- Bhat, Vinay (* 1984), US-amerikanischer Schachspieler
- Bhatavdekar, Harishchandra Sakharam (1868–1958), indischer Filmpionier
- Bhatia, Amir, Baron Bhatia (1932–2024), britischer Politiker und Geschäftsmann
- Bhatia, Nam P. (* 1932), indischer Mathematiker
- Bhatia, Ranjit (1936–2014), indischer Leichtathlet und Hochschullehrer
- Bhatia, Riya (* 1997), indische Tennisspielerin
- Bhatia, Sabeer (* 1968), indisch-US-amerikanischer Elektronikentwickler und Geschäftsmann
- Bhatia, Sangeeta (* 1968), US-amerikanische Bioingenieurin und Medizinerin
- Bhatia, Taniya (* 1997), indische Cricketspielerin
- Bhatia, Ujal Singh (* 1950), indischer Verwaltungsbeamter und Mitglied im WTO Appellate Body
- Bhatia, Yastika (* 2000), indische Cricketspielerin
- Bhatkhande, Vishnu Narayan (1860–1936), indischer Musikwissenschaftler
- Bhatt, Ajay (* 1957), indisch-amerikanischer Informatiker
- Bhatt, Alia (* 1993), indische Schauspielerin und Sängerin des kommerziellen Hindi-FilmsAlia Bhatt (* 1993)

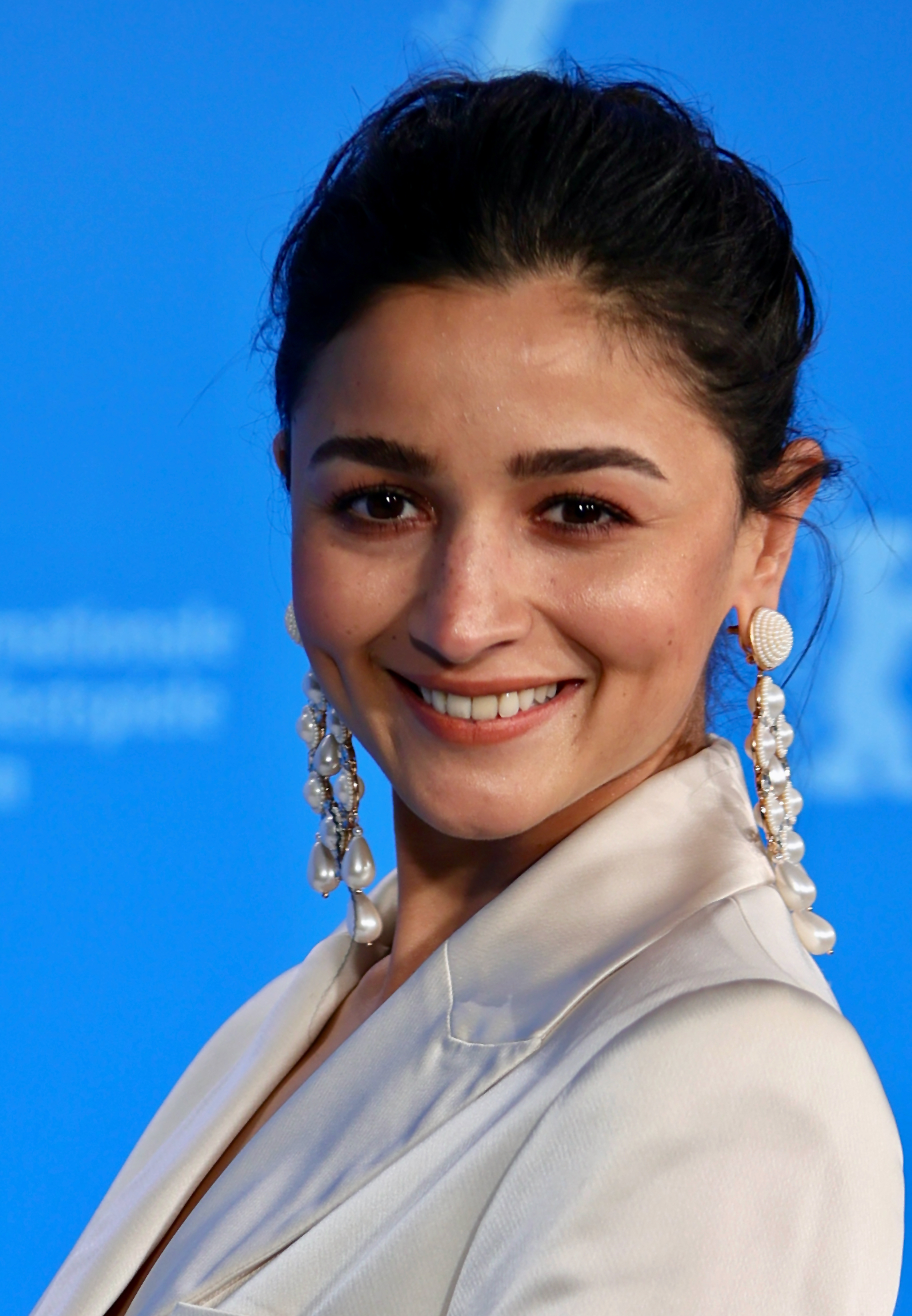
Alia Bhatt (* 1993)

- Bhatt, Baiju, US-amerikanischer Unternehmer und Investor
- Bhatt, Baiju (* 1988), indisch-schweizerischer Jazz- und Fusionmusiker (Geige, Komposition)
- Bhatt, Bhargav (* 1983), indisch-US-amerikanischer Mathematiker
- Bhatt, Chandi Prasad (* 1934), indischer Umweltschützer
- Bhatt, Ela (1933–2022), indische Parlamentarierin und Organisationsgründerin
- Bhatt, Krishna (* 1949), indischer Sitarspieler
- Bhatt, Pooja (* 1972), indische Schauspielerin, Filmproduzentin und Filmregisseurin
- Bhatt, Shashi, indische Badmintonspielerin
- Bhatt, Sujata (* 1956), indische Dichterin und Übersetzerin
- Bhatt, Vishwa Mohan (* 1952), indischer Gitarrist und Interpret klassischer indischer Musik
- Bhatta, Jayarashi, indischer Philosoph
- Bhattacharjee, Amitava (* 1955), indisch-US-amerikanischer Physiker
- Bhattacharjee, Dipankar (* 1972), indischer Badmintonspieler
- Bhattacharya, Amit (* 1961), US-amerikanischer Kameramann indischer Herkunft
- Bhattacharya, Anil Kumar (1915–1996), indischer Statistiker
- Bhattacharya, Ardhendu (1955–1992), indischer Filmregisseur
- Bhattacharya, Arindam (* 1989), indischer Fußballspieler
- Bhattacharya, Arundhati (* 1956), indische Bankmanagerin
- Bhattacharya, Buddhadeb (1944–2024), westbengalischer Politiker der Communist Party of India (Marxist) (CPI(M))
- Bhattacharya, Debashish (* 1963), indischer Slidegitarrist und Sänger
- Bhattacharya, Jay (* 1968), US-amerikanischer GesundheitsökonomJay Bhattacharya (* 1968)

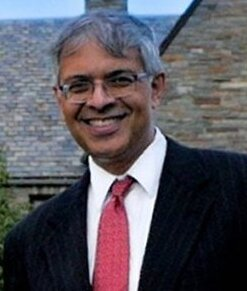
Jay Bhattacharya (* 1968)

- Bhattacharya, Kamalakanta (1853–1936), assamesischer Sänger, Dichter und Denker
- Bhattacharya, Ritwik (* 1979), indischer Squashspieler
- Bhattacharya, Shipra (* 1954), indische Malerin und Bildhauerin
- Bhattacharya, Tarun (* 1957), indischer Santurspieler
- Bhattacharyya, Benoytosh (1897–1964), indischer Tantra-Experte
- Bhattacharyya, Kumar, Baron Bhattacharyya (1940–2019), bengalisch-britischer Ingenieur, Hochschullehrer und Regierungsberater
- Bhattarai, Baburam (* 1954), nepalesischer Politiker
- Bhattarai, Krishna Prasad (1924–2011), nepalesischer Politiker und Premierminister
- Bhattarai, Saraswati (* 1994), nepalesische Mittelstreckenläuferin
- Bhatti, Aqueel (* 1980), englischer Badmintonspieler
- Bhatti, Imtiaz (* 1933), pakistanischer Radrennfahrer
- Bhatti, Ketan (* 1981), deutscher Komponist, Schlagzeuger und Musikproduzent deutsch-indischer Abstammung
- Bhatti, Muhammad Irfan Saeed (* 1992), pakistanischer Badmintonspieler
- Bhatti, Omer (* 1983), norwegischer Rapper, Hip-Hop Künstler und Tänzer
- Bhatti, Shahbaz (1968–2011), pakistanischer Politiker
- Bhatty, Michael (* 1967), deutscher Medienwissenschaftler, Game Designer, Autor und Professor für Game-Design
- Bhaud, Sophie (* 1939), französische Filmeditorin
- Bhaura, Kulbir (* 1955), englischer Hockeyspieler
- Bhavabhuti, indischer Dramatiker
- Bhavavarman I. († 600), König des Reiches Chenla
- Bhave, Vinoba (1895–1982), spiritueller Nachfolger Mahatma Gandhis

### Bhe
- Bhekuzulu kaSolomon, Cyprian (1924–1968), südafrikanischer König der Zulu
- Bhembe, Lucky (* 1973), eswatinischer Marathonläufer
- Bhembe, Mfana Futhi (* 1982), eswatinischer Fußballspieler
- Bhend, Edwin (1931–2025), Schweizer SchachspielerEdwin Bhend (1931–2025)

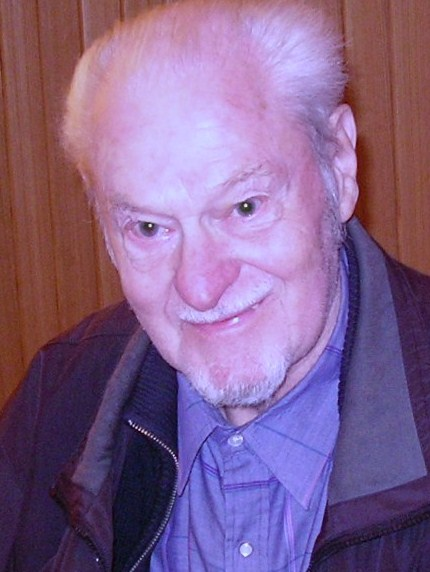
Edwin Bhend (1931–2025)

- Bhend, Käthi (* 1942), Schweizer Grafikerin und Illustratorin
- Bhengu, Makhosonke (* 1983), südafrikanischer Fußballspieler

### Bhi
- Bhichai Rattakul (1926–2022), thailändischer Politiker
- Bhikha, Zain (* 1974), südafrikanischer Sänger und Songwriter
- Bhimji, Zarina (* 1963), britische bildende Künstlerin

### Bho
- Bhoja, indischer König von Malva
- Bhola, Roland (* 1967), grenadischer Politiker
- Bholah, Soomilduth, mauritischer Politiker
- Bhole, Keshavrao (1896–1967), indischer Filmkomponist des marathischen Films
- Bhornchima, Narong (* 1938), thailändischer Badmintonspieler
- Bhosale, Babasaheb (1921–2007), indischer Politiker
- Bhosale, Rutuja (* 1996), indische Tennisspielerin
- Bhosle, Asha (* 1933), indische Sängerin
- Bhowmick, Sachin (1930–2011), indischer Drehbuchautor

### Bhr
- Bhreathnach, Niamh (1945–2023), irische Politikerin
- Bhrikuti, Prinzessin aus dem nepalesischen Königreich Licchavi; buddhistische Gottheit

### Bhu
- Bhuiya, Badrul Amin (* 1949), bangladeschischer Entomologe, Parasitologe und Hochschullehrer
- Bhumchanok Kamkla (* 2004), thailändischer Fußballspieler
- Bhumibol Adulyadej (1927–2016), thailändischer Adeliger, König von Thailand (seit 1946)Bhumibol Adulyadej (1927–2016)

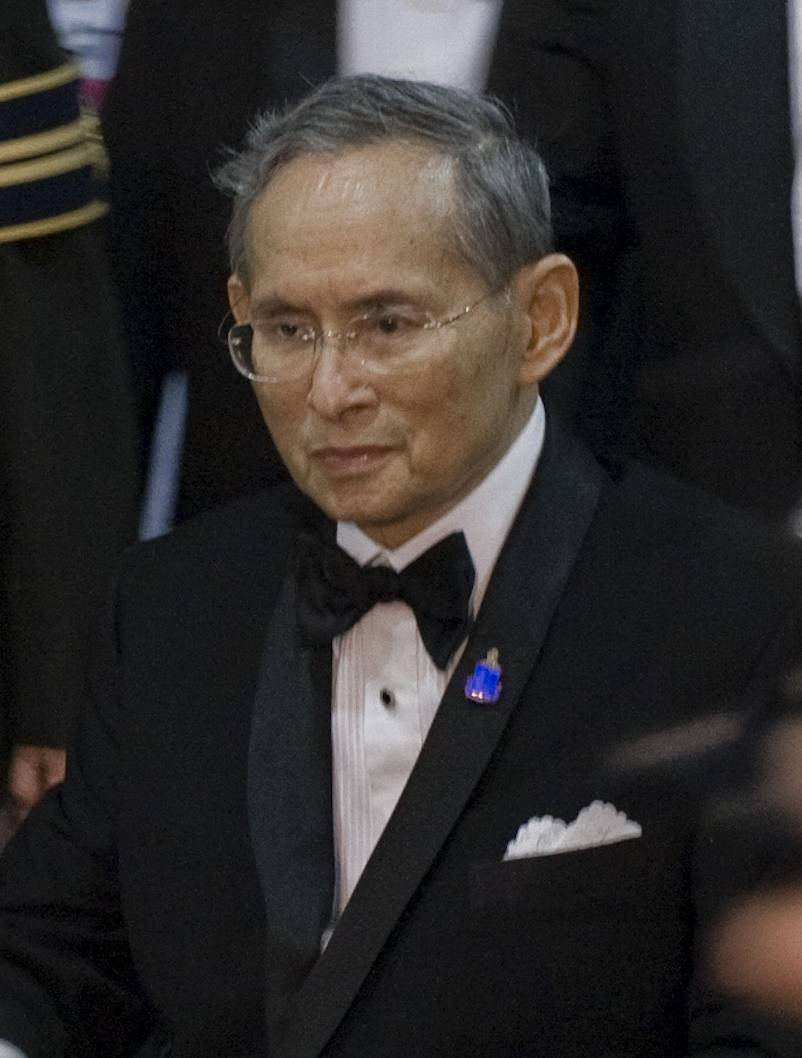
Bhumibol Adulyadej (1927–2016)

- Bhumichitr, Dhiravat (* 1960), thailändischer Diplomat
- Bhupathi, Mahesh (* 1974), indischer Tennisspieler
- Bhupathy, Subramanian (1962–2014), indischer Biologe, Herpetologe, Ornithologe und Naturschutzbiologe
- Bhuriya, Basil (1956–2021), indischer Ordensgeistlicher, römisch-katholischer Bischof von Jhabua
- Bhushan, Rajesh (* 1963), indischer Politiker, Minister für Gesundheit und Familienfürsorge
- Bhushan, Ravi (* 1953), indischer Chemiker
- Bhutia, Baichung (* 1976), indischer Fußballspieler
- Bhutia, Nadong (* 1993), indischer Fußballspieler
- Bhutto Zardari, Bilawal (* 1988), pakistanischer Politiker, Vorsitzender der Pakistanischen Volkspartei (PPP)
- Bhutto, Benazir (1953–2007), pakistanische Politikerin, PremierministerinBenazir Bhutto (1953–2007)

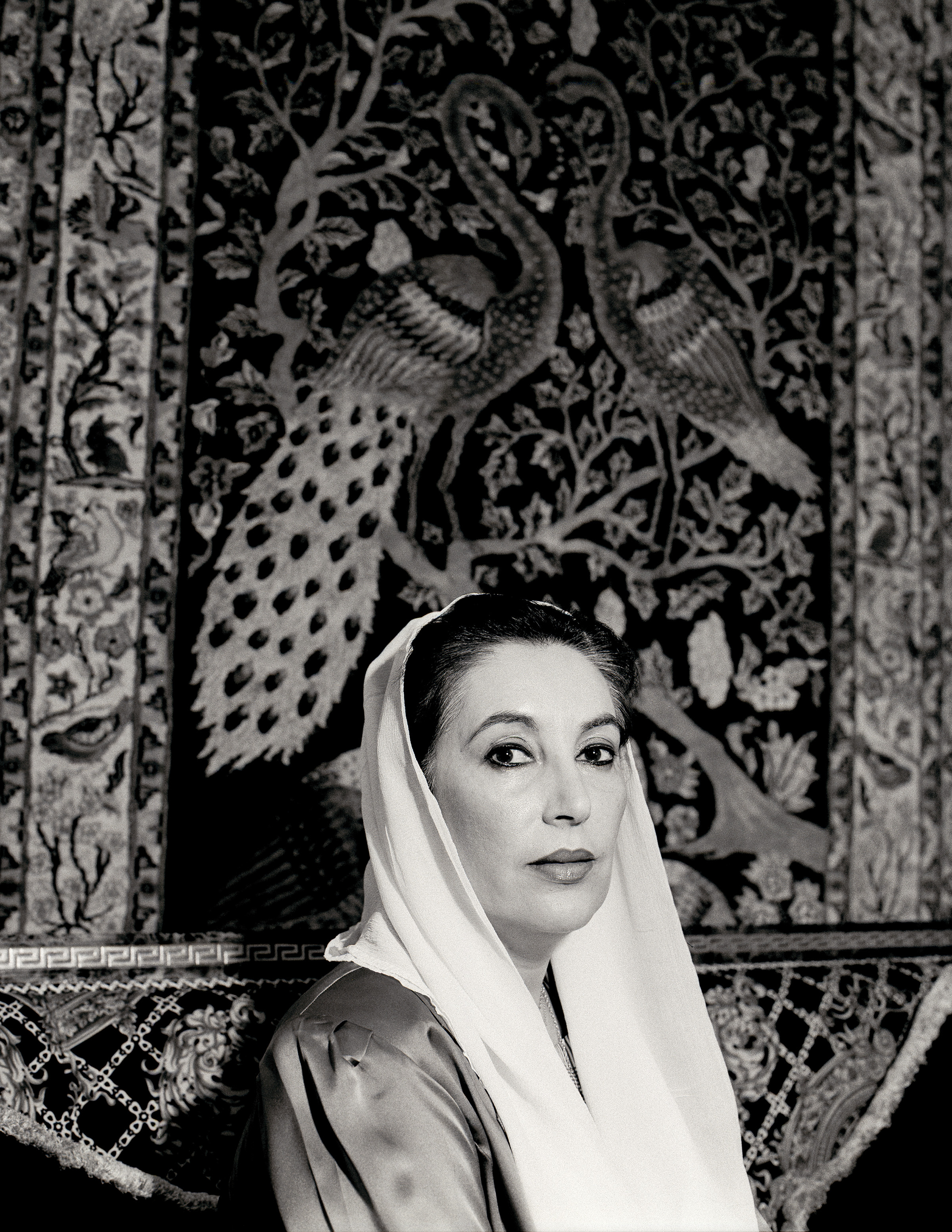
Benazir Bhutto (1953–2007)

- Bhutto, Fatima (* 1982), pakistanische Journalistin
- Bhutto, Ghinwa (* 1962), pakistanische Politikerin
- Bhutto, Murtaza (1954–1996), pakistanischer Politiker
- Bhutto, Nusrat (1929–2011), pakistanische Politikerin
- Bhutto, Shahnawaz (1958–1985), pakistanischer Politiker
- Bhutto, Zulfikar Ali (1928–1979), pakistanischer Politiker